# Vianden (kanton)
Vianden är en kanton i Luxemburg.   Den ligger i distriktet Diekirch, i den norra delen av landet, 40 kilometer norr om huvudstaden Luxemburg. Antalet invånare är 3 147. Arean är 79 kvadratkilometer. Canton de Vianden gränsar till Clervaux, Canton de Diekirch och Eifelkreis Bitburg-Prüm. 
Terrängen i Canton de Vianden är kuperad söderut, men norrut är den platt.

## Kommuner
Vianden består av följande tre kommuner: 
1. Tandel
2. Putscheid
3. Vianden